# فرودگاه نانور
فرودگاه نانور (به انگلیسی: Nanur Airport) یک فرودگاه غیرنظامی است که یک باند فرود کامپوزیت دارد و طول باند آن ۳۸۹۸ متر است. این فرودگاه در کشور لیبی قرار دارد و در ارتفاع ۵۶ متری از سطح دریا واقع شده‌است.